# Actega
Die Actega GmbH (Eigenschreibweise: ACTEGA) ist ein Hersteller von Spezialchemikalien mit Sitz in Wesel. Actega ist einer von vier Geschäftsbereichen des Spezialchemiekonzerns Altana AG.

## Abteilungen
Actega Flexible Packaging entwickelt, produziert und vertreibt Lacke, Klebstoffe und Druckfarben für flexible Verpackungen aus Papier, Kunststoff und Aluminiumfolie sowie Lösungen für Verpackungen von Lebensmitteln, Getränken, Tiernahrung, Kosmetika, Pharma- und Haushaltsprodukten und für industrielle Anwendungen.
Actega Metal Packaging Solutions entwickelt, produziert und vertreibt Compounds, Dichtungsmassen, Lacke, Farben und Klebstoffe für Verschlüsse, Dosen, Monoblocs und Tuben in stark regulierten Märkten wie der Lebensmittel-, Getränke-, Pharma- und Körperpflegeindustrie.
Actega Paper & Board entwickelt, produziert und vertreibt Lacke, Primer, Druckfarben und Hilfsmittel für die Verpackungs- und grafische Industrie. Dies umfasst Papier- und Kartonverpackungen, wie Faltschachteln und Anwendungen aus Wellpappe, sowie Publikationen und Akzidenzen.

## Geschichte
Mit dem Unternehmen Schmid Rhyner wurde 1880 in Adliswil in der Schweiz das erste Unternehmen der heutigen Actega gegründet. Anfangs produzierte das Unternehmen ausschließlich Baumalerfarbe, ab 1973 stellte die Schmid Rhyner dann auch UV- und wässrige Überdrucklacke sowie Laminierklebstoffe her. Im Jahr 2020 wurde die Schmid Rhyner von der Actega akquiriert.
1906 wurde das Unternehmen La Artística in Spanien als Produzent von Dichtungsmitteln gegründet. Die Umfirmierung in Actega Artística erfolgte im Jahre 2007 im Rahmen einer Reorganisation der Altana AG.
1915 erfolgte die Gründung der Actega Rhenania als Rhenania Chemische Gesellschaft mbH in Grevenbroich. Ursprünglich produzierte das Unternehmen Farben für die Tapetenindustrie, seit Mitte der 1980er Jahre konzentriert sich die Actega Rhenania auf Speziallacke und Klebstoffe für Verpackungen.
1920 wurde die heutige Actega DS in Deutschland als Ölhandelsgesellschaft Diersch & Schröder gegründet. Umbenannt in DS-Chemie GmbH im Jahre 1965, wurden zwölf Jahre später Dichtungsmassen für Verpackungen das Hauptgeschäft des Unternehmens. Seit 2010 entwickelt und produziert die DS auch Kunststoffgranulate für die Medizintechnik und Spritzgussanwendungen in der Konsumgüterindustrie, dieser Bereich wird bei der DS als MPC (Medical Pharma and Consumer Goods) bezeichnet.
Gegründet als Joachim Dyes Lackfabrik GmbH im Jahr 1950, konzentriert sich die jetzige Actega Terra GmbH in Lehrte auf die Herstellung von Überdrucklacken. 2002 erfolgte die Umbenennung in Terra Lacke, seit 2007 heißt das Unternehmen Actega Terra.
Gegründet 1987 als Hersteller von Überdrucklacken wurde Kelstar International (USA) 2007 in Actega Kelstar umbenannt. Actega Wit, welches sich aus einem Zusammenschluss mit Actega Radcure im Jahre 2011 entwickelte, produzierte Überdrucklacke und Klebstoffe mit dem Fokus auf den Schmalbahndruck. Seit 2016 formen Actega Kelstar und Actega Wit gemeinsam Actega North America.
Actega Rhenacoat (Frankreich) entstand 1993 aus der Übernahme der Coil Coating Sparte der Akzo-Gruppe (Standort Montataire). 2001 kam das Can Coating Geschäft des französischen Privatunternehmens Blancomme am Standort Sedan hinzu. Seit 2004 konzentriert sich Actega Rhenacoat ausschließlich auf die Herstellung von Lacken für Metallverpackungen.
Actega Foshan wurde 1998 in China gegründet und ist spezialisiert auf den Bereich der Verpackungslacke.
Actega Metal Print wurde im Februar 2017 mit dem Ziel gegründet, die grafische Industrie mit einer nachhaltigen Metallisierungstechnologie zu revolutionieren, die den Material-, Abfall-, Kosten- und Zeitaufwand für dekorative Metalleffekte im Vergleich zu den heute üblichen, überwiegend folienbasierten Verfahren deutlich reduziert. Um diese Ziele zu erreichen, erwarb die Actega die Technologie Nano-Metallography™, die erstmals auf der drupa 2016 von Benny Landa, dem Gründer der Landa-Gruppe, vorgestellt wurde.
Actega mit der Actega GmbH als Führungsgesellschaft besteht seit dem Jahre 2007. Oben genannte Unternehmen bildeten zu diesem Zeitpunkt den zur Altana gehörenden Geschäftsbereich. 2014 kamen Actega Overlake (gegründet 1993) sowie Actega Premiata (gegründet 2000) aus Brasilien hinzu. Schwerpunkte dieser Unternehmen liegen in der Lack- und Druckfarbenindustrie.

## Standorte
- Actega Artística S.A.U. – Spanien (Schwerpunkt: Wasser-basierte Dichtungsmassen für Dosen)
- Actega do Brasil Tintas e Vernizes Ltda. –  Brasilien (Schwerpunkt: Metall-, Flexo- und Offset-Druckfarben sowie Überdrucklacke und Speziallacke für Metall und Kunststoff)
- Actega DS GmbH – Deutschland (Schwerpunkt: Dichtungsmassen für die Lebensmittel- und Getränkeindustrie sowie TPE Compounds)
- Actega Foshan Co. Ltd. – China (Schwerpunkt: Verpackungslacke und Closure Compounds)
- Actega Metal Print – Deutschland (Schwerpunkt: Herstellung nachhaltiger dekorativer metallischer Verzierungen auf Etiketten und Faltschachteln mittels EcoLeaf Technologie)
- Actega North America, Inc. – USA (Schwerpunkt: Überdrucklacke und Druckfarben für Nordamerika)
- Actega Rhenacoat S.A. – Frankreich (Schwerpunkt: Verpackungslacke für Metall und Kunststoff)
- Actega Rhenania GmbH – Deutschland (Schwerpunkt: Lacke und Kaschierklebstoffe)
- Actega Schmid Rhyner AG – Schweiz (Schwerpunkt: Überdrucklacke)
- Actega Terra GmbH – Deutschland (Schwerpunkt: Überdrucklacke)